# Aporia (альбом)
Aporia — совместный студийный альбом американского автора-исполнителя и мультиинструменталиста Суфьяна Стивенса и его отчима Lowell Brams, изданный 24 марта 2020 года на студии Asthmatic Kitty.

## Об альбоме
Стивенс объяснил, что альбом знаменует уход из жизни его отчима и делового партнера Лоуэлла Брэмса, с которым он основал лейбл Asthmatic Kitty, сказав, что он «рассказывает большую историю о руководстве и наставничестве. Он был рядом со мной с тех пор, как мне было пять лет. […] Эта пластинка — синтез всей этой истории».

## Отзывы
| Совокупная оценка    | Совокупная оценка |
| Источник             | Оценка            |
| -------------------- | ----------------- |
| Metacritic           | 72/100            |
| Оценки критиков      |                   |
| Источник             | Оценка            |
| AllMusic             | [ 6 ]             |
| Consequence of Sound | B+                |
| Exclaim!             | 7/10              |
| Pitchfork            | 6.8/10            |

Альбом получил в целом положительные отзывы музыкальных критиков и интернет-изданий. На агрегаторе рецензий Metacritic Aporia получил средневзвешенный балл 72 из 100 на основе отзывов 11 критиков, что свидетельствует о «в целом благоприятном» приеме. Рецензируя альбом для AllMusic, Марк Деминг нашел альбом «иногда аудио-путешествием по лабиринту, но это никогда не звучит так, будто участники потерялись, и если у Брамса есть свободное время, он может найти худший способ провести его, чем снова джемовать со своим пасынком». Грант Шарплз из Consequence of Sound оценил альбом на B+ и отметил, что он «в целом довольно спокойный» с «моментами резкости и напряжения, и именно через эти внутренние противоречия между напряжением и разрядкой Aporia отличает себя».
Алли Грегори, написавшая обзор для Exclaim!, оценила альбом в 7 баллов из 10 и решила, что он «лучше всего подошел бы для партитуры фильма или саундтрека к медитативной практике», поскольку каждая «размытая композиция имеет ярко выраженную научно-фантастическую эстетику 80-х, [которая] всегда склоняется к футуризму, композиционно чуть стесняясь антиутопичности». В итоге она заключила, что Aporia — это «ода их отношениям [Стивенса и Брэмса] между отцом и сыном, длившимся десятилетиями, и достойное завершение их музыкально обогащенного сотрудничества». В рецензии на Pitchfork Пейтон Томас оценил альбом в 6,8 из 10 и назвал его «коллекцией теплых, импровизационных синтвейв эпиков», которые «интимны и неприукрашены» и «вдвойне свидетельствуют о силе обретенной семьи».

## Список композиций
Слова и музыка всех песен — Sufjan Stevens и Lowell Brams.
| №                   | Название              | Длительность |
| ------------------- | --------------------- | ------------ |
| 1.                  | «Ousia»               | 2:33         |
| 2.                  | «What It Takes»       | 3:23         |
| 3.                  | «Disinheritance»      | 1:13         |
| 4.                  | «Agathon»             | 3:02         |
| 5.                  | «Determined Outcome»  | 2:12         |
| 6.                  | «Misology»            | 1:49         |
| 7.                  | «Afterworld Alliance» | 2:47         |
| 8.                  | «Palinodes»           | 0:32         |
| 9.                  | «Backhanded Cloud»    | 1:26         |
| 10.                 | «Glorious You»        | 1:49         |
| 11.                 | «For Raymond Scott»   | 0:34         |
| 12.                 | «Matronymic»          | 0:57         |
| 13.                 | «The Red Desert»      | 2:54         |
| 14.                 | «Conciliation»        | 1:20         |
| 15.                 | «Ataraxia»            | 1:12         |
| 16.                 | «The Unlimited»       | 2:14         |
| 17.                 | «The Runaround»       | 3:35         |
| 18.                 | «Climb That Mountain» | 3:00         |
| 19.                 | «Captain Praxis»      | 2:13         |
| 20.                 | «Eudaimonia»          | 2:19         |
| 21.                 | «The Lydian Ring»     | 1:02         |
| Общая длительность: | Общая длительность:   | 42:06        |

## Чарты
| Чарт (2020)                              | Высшая позиция |
| ---------------------------------------- | -------------- |
| Шотландия (Scottish Albums Chart)        | 27             |
| Великобритания (UK Digital Albums Chart) | 69             |
| США New Age Albums (Billboard)           | 5              |
| США (Billboard Top Album Sales)          | 94             |